# The Hitler Gang
The Hitler Gang ist ein von Spätherbst 1943 bis Anfang 1944 gedrehter und am 26. April 1944 uraufgeführter US-amerikanischer Film mit propagandistischen Untertönen. Er zeichnet den Aufstieg Adolf Hitlers, verkörpert von dem auf diesen Part spezialisierten Robert ‘Bobby‘ Watson, vom böhmischen Gefreiten zum Reichskanzler des nationalsozialistischen Deutschen Reiches nach. Abgedeckt werden hierbei die Jahre von 1918 bis 1934. Der von John Farrow inszenierte Film gilt als einer der wenigen Versuche Hollywoods während des Zweiten Weltkriegs, sich auf ernsthafte Weise mit dem Phänomen des deutschen Nationalsozialismus auseinanderzusetzen.

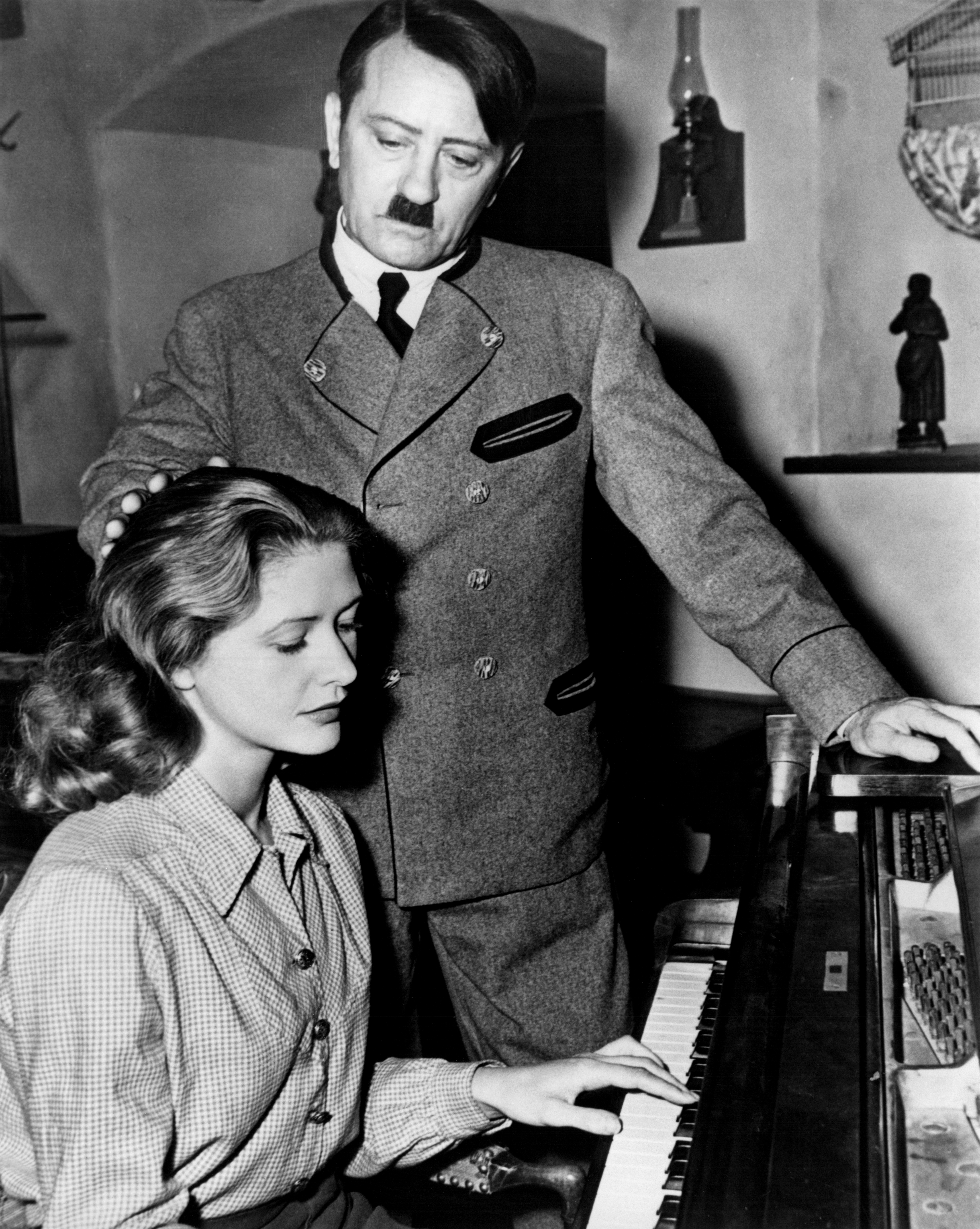
Szenenfoto mit Bobby Watson als Hitler und Poldi Dur als Geli Raubal

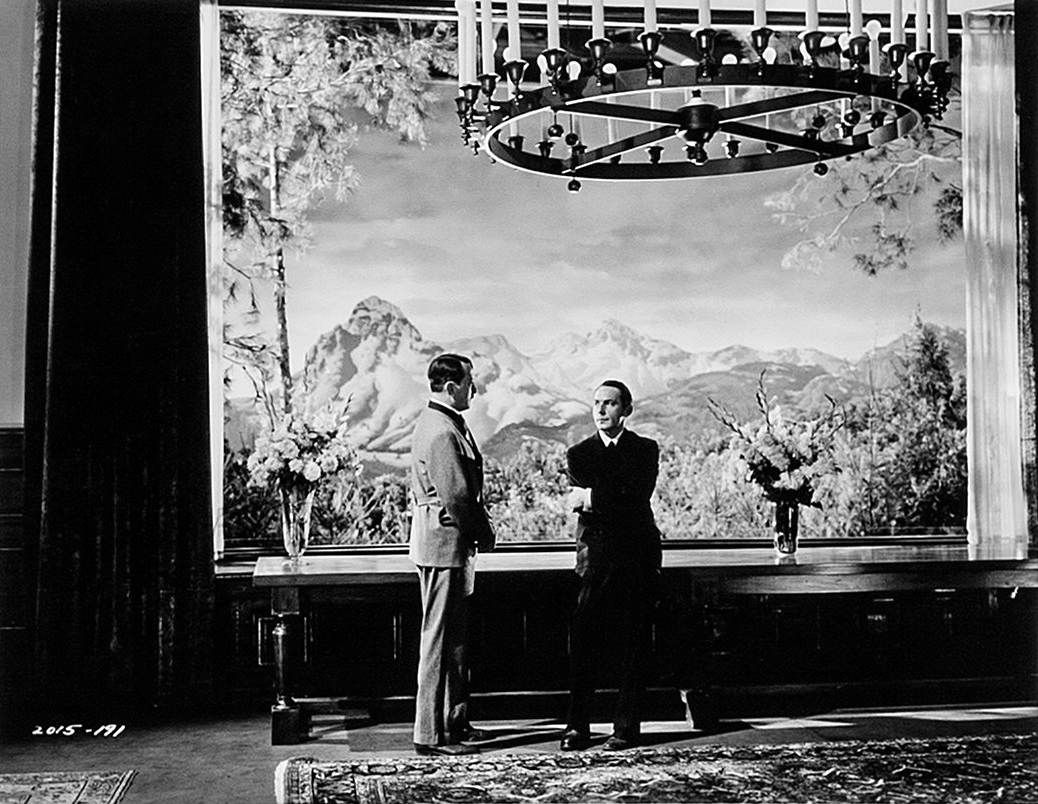
Szenenfoto mit Bobby Watson als Hitler und Martin Kosleck als Goebbels

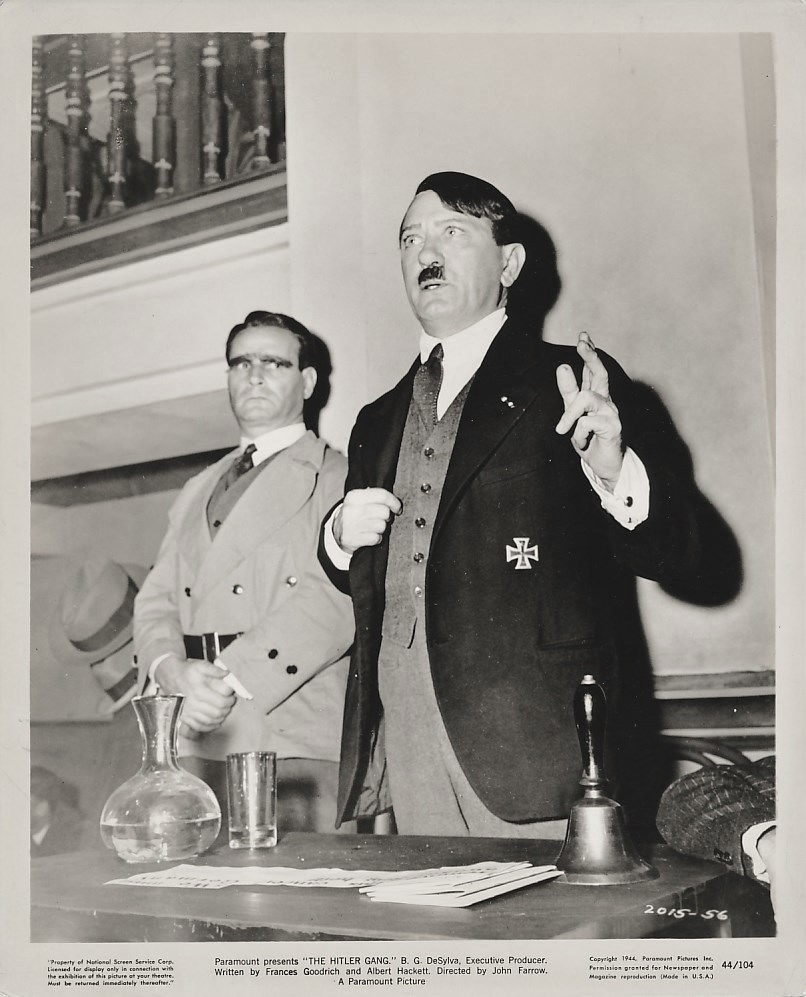
Szenenfoto mit Victor Varconi als Hess und Bobby Watson als Hitler

## Handlung
3. November 1918. Infolge eines Nervenzusammenbruchs und, wie er behauptet, nach einem feindlichen Gasangriff vorübergehend erblindet, liegt der junge Gefreite Adolf Hitler im Lazarett von Pasewalk. Doch die Militärärzte schließen Hitlers Eigendiagnose aus und konstatieren vielmehr einen Anflug von Hysterie und Paranoia bei ihrem Patienten. Wieder entlassen, findet sich der junge Hitler im Zivilleben nicht mehr zurecht. Wenig später lernt er Hauptmann Ernst Röhm kennen, wie er reaktionär und kaisertreu. Röhm begeistert Hitler für die Mär von der Dolchstoßlegende, der diese begierig aufnimmt und in seinen ersten Reden über die im Felde unbesiegte deutsche Armee ideologisch verwertet. Rasch macht Hitler sie zum Leitfaden der Deutschen Arbeiterpartei, der er 1919 beitritt. Hitler, ein glänzender Redner und Agitator, findet schnell seine ersten Anhänger, darunter auch Rudolf Heß. Mit 100 Reichsmark Startkapital erkauft sich Hitler schließlich die Führerschaft in der Arbeiterpartei und bootet zugleich den bisherigen Parteichef Anton Drexler aus.
Rasch entwickelt sich Hitler zum Volkstribun in verrauchten Bierkellern. Massenweise schreiben sich Neumitglieder in seine Partei ein. Auch Gregor Strasser und sein Chauffeur Heinrich Himmler schließen sich rasch der neuen Hitler-Partei an. Bei den Sitzungen in den schummrigen Kellern reden sich die Fanatiker in Rage. Hitler gibt den Takt vor. Er sagt: „Die Menschen interessieren sich nicht für Parteiprogramme. Wir müssen ihre Gefühle ansprechen, ihre stärksten Instinkte! Hass! Gebt ihnen einen Sündenbock. Jemandem, dem man für alles die Schuld geben kann!“ Und: „Wir brauchen einen kleineren Feind als die Christen. Einen, den wir besiegen können.“ Schließlich schlägt Himmler völlig kalt die Juden als idealen Sündenbock vor. Hitler überlegt kurz, dann ist er entflammt von dieser Idee. „Die Juden sind der Grund für all unseren Ärger! Die Juden haben den Krieg begonnen, die Juden sind der Grund für unsere Niederlage!“ brüllt sich Hitler in Rage. Hitler hat sein Lebensthema gefunden und trommelt es fortan in all seinen Bierzeltreden einer ebenso dankbaren wie immer ergebener werdenden Zuhörerschaft in die Köpfe. Nicht selten enden solche Redeschlachten auch in Saalschlachten. Hermann Göring, der über einiges Kapital verfügt, stößt zu der Truppe und verspricht, ab sofort mit seinen Leuten für Hitlers Sicherheit zu sorgen. Dafür verspricht ihm Hitler die Leitung der Luftwaffe, sollte man erst einmal an die Macht kommen.
Sehr viel wichtiger für Hitler wird die Bekanntschaft mit dem Helden von Tannenberg, General Ludendorff. Der verheißt ein Höchstmaß an Seriosität und Ansehen und erleichtert überdies den Zugang zu den wichtigen gesellschaftlichen Kreisen und vor allem mehr Anerkennung in der Reichswehr. Doch die Berufssoldaten zögern, wollen trotz Ludendorffs Fürsprache nicht über einen Staatsstreich nachdenken. Ihnen erscheinen die Erfolgschancen zu gering. Hitler ist jedoch kein Mann des Abwartens, er will zuschlagen – sofort. Und so drängt er seine Mannen, am 8. November 1923 den Staatsstreich zu wagen. Doch der Putsch geht schief, und Hitler wird festgenommen und zu einer fünfjährigen Festungshaft verurteilt.
In Landsberg, wo er außerordentlich komfortabel seine auf knapp neun Monate verkürzte Haftstrafe absitzt, diktiert Hitler Heß sein Pamphlet Mein Kampf. Dort besucht ihn eines Tages ein Strasser-Emissär aus Berlin. Sein Name: Joseph Goebbels. Wieder in Freiheit, entschließt sich Hitler, den Weg zur Macht auf legalem Wege zu beschreiten und zieht sich vorerst in die bayerische Provinz, wo er ein Haus besitzt, zurück. Dort stellt ihm eines Tages seine Halbschwester Angela Raubal ihre Tochter Geli vor. Hitler ist entzückt von ihr, doch das junge Mädchen reagiert verstört auf die zaghaften Annäherungen des Onkels. Eines Nachts dringt Hitler in ihre Kammer ein, man hört ein leises Schluchzen durch die geschlossene Tür nach außen dringen. Am nächsten Morgen bittet Geli ihre Mutter eindringlich, mit ihr zurück nach Wien zu fahren, stößt aber bei ihr auf taube Ohren. Hitler kommt hinzu und überredet sie in Anwesenheit ihrer Mutter zu bleiben. Bei einem nächtlichen Kartenspiel planen Himmler, Goebbels und Göring derweil die Ermordung Gelis, damit Hitler sich wieder auf die wesentlichen Dinge, die Politik, zu konzentrieren beginnt. Gelis Mutter hört eines Abends einen Schuss aus der Kammer ihrer Tochter und rennt zur Treppe, die dorthin führt. Da kommt ihr Himmler entgegen. Er nimmt den Hut ab und kondoliert geheuchelt: „Armes Kind. Wir versuchten, sie aufzuhalten. Aber es war zu spät…“ Ein Zeitungsredakteur, der diesem mysteriösen Vorgang auf den Grund gehen will, wird von Himmlers Schergen heimtückisch ermordet.
In den folgenden Jahren versucht Hitler Verbündete zu gewinnen. Er macht Versprechungen allerorten: Versprechungen gegenüber den Industriellen, den Militärs. Er verspricht ihnen Aufrüstung, die Revision des Versailler Vertrages und den Großindustriellen wie Fritz Thyssen und Alfred Hugenberg die Zerschlagung der Gewerkschaften, während Gregor Strasser zeitgleich den Arbeitern höhere Löhne bei kürzerer Arbeitszeit zusagt und Goebbels im Rundfunk verkündet, Hitler sei ein Freund der Arbeiter. So schafft sich Hitler Verbündete und Freunde auf dem Weg zur Macht. Auf allen Seiten. Bald wird auch Reichspräsident von Hindenburg auf ihn aufmerksam. Franz von Papen rät ihm dazu, Hitler zu empfangen. Nur widerwillig ernennt Hindenburg diesen am 30. Januar zum Reichskanzler.
Um den wichtigsten politischen Gegner, die Kommunisten, auszuschalten, schlägt Goebbels vor, den Reichstag anzünden zu lassen und die Tat den Roten in die Schuhe zu schieben. Daraufhin erhält Hitler von Hindenburg die Unterschrift zum Ermächtigungsgesetz, das ihm fortan völlig freie Hand bei der Durchsetzung seiner politischen Ziele lässt. Der braune Terror hält nun endgültig Einzug in Deutschland. Die Gewerkschaften werden zerschlagen, die Aufrüstung forciert, die Kirchen drangsaliert und die Kindererziehung komplett der neuen Ideologie unterworfen. In einem Streitgespräch mit Pastor Martin Niemöller kündigt Hitler an, die nationalsozialistische Ideologie an Stelle christlicher Werte und Erziehung treten zu lassen. Niemöller widerspricht tapfer dem „Führer“ und wendet sich mit klaren Worten gegen dessen Vorstellungen einer Herrenrasse und der Minderwertigkeit der „jüdischen Rasse“. Daraufhin bekommt Hitler einen seiner berüchtigten Tobsuchtsanfälle und stößt wüste Drohungen gegenüber dem Gottesmann aus.
1934 macht General von Reichenau Hitler klar, dass das Militär ihn als Oberbefehlshaber und, nach Hindenburgs Tod, auch als neues Staatsoberhaupt anerkennen werde, sollte die Macht von Hitlers Schlägertruppe, der SA, gebrochen werde. Auch Goebbels bestärkt Hitler darin, mit Röhm und der SA abzurechnen. Am 30. Juni beginnt die Nacht der langen Messer, und Hitler lässt seinen alten Weggefährten Röhm und andere SA-Männer sowie den ehemaligen Reichskanzler Kurt von Schleicher und seinen einstigen Vertrauten Gregor Strasser kurzerhand ermorden.
Der Film endet mit kurzen Hinweisen auf Hitlers weitere Aggressionsakte und stellt fest, dass sich nunmehr allmählich die freie Welt gegen ihn zu formieren begann. Die letzte Einstellung im Rahmen der Spielhandlung zeigt Hitler, seine Triumphe genießend, wie er durch einen gewaltigen Saal schreitet und dabei kurz an einer symbolisierten Weltkugel haltmacht, in deren Mitte ein riesiges, eisernes Hakenkreuz prangt. Dann hält er kurz inne. Aus dem Off ertönt die Stimme Martin Niemöllers, die dunkel dräuend sein und Deutschlands Schicksal weissagt: „Some day they find arms to fight your arms“ und „They will destroy you“. Dann blendet der Film allmählich aus mit einigen dokumentarischen Aufnahmen, wie die Armeen der in der Anti-Hitler-Allianz zusammenarbeitenden Nationen zu den Waffen greifen und zu marschieren beginnen. Dazu wehen die Flaggen dieser Nationen.

## Produktionsnotizen
Eine Fülle von aus dem Dritten Reich geflohenen deutschen, österreichischen und ungarischen Schauspiel-Emigranten wirkten in dieser bisweilen sehr holzschnittartig angelegten und oftmals (nach heutigem Kenntnisstand) ahistorisch wirkenden Produktion in kleinen bis kleinsten Rollen mit. Deswegen gab es schon im Vorfeld der Produktion viel böses Blut um vermeintliche (für damalige Verhältnisse) Topgagen von bis zu 2.500 $ pro Woche für Emigrantendarsteller, während, wie Hollywoods Klatschbase Hedda Hopper behauptete, US-Schauspieler zur selben Zeit unbeschäftigt blieben.
Sämtliche Schauspieler, auch der gebürtige US-Amerikaner Robert ‘Bobby‘ Watson, sprechen mit einem harten, „teutonisch“ wirkenden Akzent. Für Watson wurde der Hitler die Rolle seines Lebens. Insgesamt zehnmal – überwiegend recht slapstickhaft – verkörperte der Mann aus Illinois zwischen 1942 und 1961 den deutschen Diktator. Jedoch nie zuvor und nie danach war sein Hitler-Part so groß wie in diesem Film, und selten hat er den Diktator so überzeugend (und weitgehend klamaukfrei) gespielt.
Die Maskenbildner unter der Leitung von Wally Westmore leisteten zum Teil Meisterliches. Besonders gelungen sind, neben der Angleichung Watsons an Hitler, die optischen Transformationen von Luis van Rooten (als Himmler) und Victor Varconi (als Heß). Ebenfalls beachtlich sind die von den gebürtigen Deutschen Hans Dreier und Franz Bachelin entworfenen Filmbauten, die dem amerikanischen Kinobesucher einen guten Eindruck von den kleinbürgerlichen Wohnwelten und bierdunstgeschwängerten Hinterzimmern im Deutschland der 20er und 30er Jahre vermittelten.
Der seit Anfang November 1931 in den USA lebende Martin Kosleck, von Goebbels unmittelbar nach der Machtübernahme 1933 auf eine Schwarze Liste gesetzt, spielte hier (nach Ich war ein Spion der Nazis) zum zweiten Male seinen obersten Verfolger, dem er leidlich ähnlich sah. Letztmals als Goebbels konnte man Kosleck in der 1961 entstandenen Hitler-Filmbiografie von Stuart Heisler sehen.
Albert Bassermann, dem die kleine Rolle des Reichspräsidenten Paul von Hindenburg angeboten worden war, lehnte diese aus persönlichen Gründen ab. Sie ging stattdessen an Sig Ruman.
Neben den Versuchen, den Ablauf der historischen Ereignisse einigermaßen korrekt nachzuerzählen, werden auch immer wieder unbelegte Behauptungen aufgestellt oder ganz offensichtliche Propagandasegmente eingestreut:
- So wird Hitler als Lügner und Feigling dargestellt, der beim gescheiterten November-Putsch 1923 als erster das Hasenpanier ergreift und ebenso großmäulig wie wahrheitswidrig behauptet, einem verwundeten Kameraden geholfen zu haben. Außerdem wird Hitler gezielt der Lächerlichkeit preisgegeben, wenn er sich bei seiner Verhaftung (ebenfalls 1923) in einem Schrank hinter Frauenkleidern versteckt.
- Auch die im Film gezeigte Unterstellung, die Nationalsozialisten selbst hätten den Reichstag angezündet, gilt heute als umstritten.
- Zwar kam es Anfang 1934 zu einer direkten Begegnung zwischen Hitler und Pastor Niemöller. Es darf jedoch bezweifelt werden, dass es ein Vier-Augen-Gespräch gab, in dem Hitler – wie im Film gezeigt – behauptete, er sei mächtiger als Jesus Christus und dass das Christentum eine Art Krankheit sei. Ebenfalls unbelegt ist, dass Niemöller Hitler gegenüber gesagt haben soll, dass er eines Tages zerstört werden würde und mit ihm das geliebte Deutschland, worauf der Film-Hitler ihn, den Film-Niemöller, wutschnaubend mit dem Tode droht („You should die like everone should die who gets in my way“).
- Als Himmler und Göring 1934 ihre Todeslisten für eine anstehende Säuberungswelle im Rahmen des sogenannten Röhm-Putsches miteinander vergleichen und diese diskutieren, taucht auch der Name Joseph Goebbels auf.

Beträchtliche Mängel und mittlerweile längst widerlegte Behauptungen präsentiert der Film jedoch vor allem hinsichtlich der Passage rund um Hitlers Beziehung zu seiner Nichte Geli Raubal. Hitler wird hier als Lüstling präsentiert, der der höchst widerwilligen Geli penetrant nachstellt. Seine Liebeswerbungen scheitern, und die Verschwörer Himmler, Goebbels und Göring beschließen daraufhin, so wird insinuiert, Geli Raubals Ermordung. Dabei wird angedeutet, dass Himmler persönlich geschossen habe.
Bezeichnenderweise endet der Film im Wesentlichen bereits 1934, mit der ausführlichen Schilderung des sog. Röhm-Putsches. Damit wird die höchst unglückliche Rolle, die der amerikanische Kriegsalliierte des Jahres 1944, Großbritannien, seit 1935 (Wiedereinführung der allgemeinen Wehrpflicht, Deutsch-britisches Flottenabkommen, Remilitarisierung des Rheinlands, Anschluss Österreichs, Münchner Abkommen etc.) meist im Zusammenspiel mit Frankreich gegenüber NS-Deutschland gespielt hatte, komplett ausgespart.
Nach der Befreiung Europas von der NS-Herrschaft im Mai 1945 wurde The Hitler Gang auch in zahlreichen (west-)europäischen Staaten aufgeführt. In Deutschland, Österreich und der Schweiz wurde der von Paramount Pictures produzierte Film nicht gezeigt; es existiert daher auch keine deutsch synchronisierte Fassung.

## Kritik
Die internationale Kritik erachtete, bei aller Freizügigkeit beim Umgang mit den zum Drehbeginn (Ende 1943) bekannten Fakten, The Hitler Gang als einen weitgehend respektablen Versuch, den Aufstieg des Nationalsozialismus in Deutschland einem breiten Publikum verständlich und damit nachvollziehbar zu machen.
Der Aufbau bespricht The Hitler Gang wie folgt: „Der Film trifft ins Schwarze und wirkt genauso erregend auf die Volksphantasie wie jene Balladensänger, die komplizierte Verbrechen auf die Einfachheit einer bebilderten und gesungenen Moritatenserie brachten.“
Das Exilantenblatt Die Zeitung schrieb in seiner 396. Ausgabe in einer Rezension vom 6. Oktober 1944 auf Seite 6: „Das Ausserordentliche an diesem Film, dessen Manuskript sich im Wesentlichen auf die Bücher Konrad Heidens stützt, ist die Ähnlichkeit der Masken.“ An späterer Stelle wird allerdings auch vermerkt: „Die Schwäche dieses Filmes liegt vor allem darin, dass er sich zeitlich ein zu weites Ziel gesteckt hat. […] Hätte man sich damit begnügt, die Geschichte des braun-schwarzen Ringvereins mit dem 30. Juni 1934 -- vorläufig -- enden zu lassen … so wäre man um die Schwierigkeit herumgekommen, die letzten Jahre vor Ausbruch dieses Krieges im Schnellzugtempo und höchst oberflächlich durchsausen zu müssen.“
In Kay Wenigers Es wird im Leben dir mehr genommen als gegeben ist zu lesen: „‚The Hitler Gang‘, John Farrows Ende 1943 gedrehter, nicht immer gelungener Versuch, das Aufkommen des Nazismus‘ in Deutschland glaubhaft nachzuzeichnen, war trotz aller Einschränkungen -- vor allem die Skizzierung der Beziehung Hitlers zu seiner Nichte Geli Raubal und die Umstände ihres Todes, wirken angesichts heutiger Erkenntnisse weit hergeholt und wie pure Propaganda -- im Ansatz durchaus respektabel.“
Das große Personenlexikon des Films sah in The Hitler Gang einen „der seltenen Versuche Hollywoods, sich mit dem Phänomen des 3. Reichs ernsthafter als sonst üblich auseinanderzusetzen“.
Der Movie & Video Guide urteilte: „Historical drama of  Hitler‘s rise to power had greatest impact on WW2 audiences but is still fairly interesting, though dwarfed by recent documentaries.“
Halliwell‘s Film Guide schreibt: „Though at the time it seemed rather like a serious cabaret turn, this fictionalization of historical fact has some good impersonations and dramatically effective scenes.“
In Rotten Tomatoes heißt es: „Though it takes several liberties with facts and motivations, The Hitler Gang is a reasonably absorbing chronicle of Hitler's rise to power.“